# Bretteville-sur-Bordel
Pour les articles homonymes, voir Bretteville.
Bretteville-sur-Bordel est une ancienne commune du Calvados. En 1834, Bretteville-sur-Bordel a fusionné avec Tessel pour former la nouvelle commune de Tessel-Bretteville, dont le nom est simplifié en 1938 pour devenir Tessel.
Bretteville-sur-Bordel est situé entre Tessel et Noyers-Bocage. La commune se composait principalement d'un hameau entourant le château de Bretteville.

## Toponymie
Le nom de la localité est attesté sous les formes Bretheville sur Bourdel en 1371, Bretevilla super Bordel au XIVe siècle (livre pelut de Bayeux) et Berthevilla super Bortellum au XIVe siècle.
Comme tous les Bretteville, ce toponyme normand est formé de l'ancien français bret(e) qui signifie « breton(ne) », mais dans un sens précédant le Moyen Âge, c'est-à-dire originaire de l'actuelle Grande-Bretagne. L'ancien français ville est issu du latin villa, et avait à l'origine le sens de « domaine rural ».